# Allié objectif
 (mars 2011).
Si vous disposez d'ouvrages ou d'articles de référence ou si vous connaissez des sites web de qualité traitant du thème abordé ici, merci de compléter l'article en donnant les références utiles à sa vérifiabilité et en les liant à la section « Notes et références ».
L'allié objectif est un concept de la théorie des jeux. Un individu A est l'allié objectif de l'individu B si A a intérêt à agir en aidant B, qu'il ait ou non une affinité envers B.

## Exemples

### Le problème des pirates
Le problème des pirates illustre le concept : un équipage de pirates doit se partager 1 000 pièces d'or. Le moins gradé des pirates (les grades étant répartis tels que les pirates soient strictement échelonnés) doit proposer un partage. Si le partage est accepté par au moins 50 % des pirates, il est adopté. Sinon, on tue le pirate ayant proposé le partage et c'est au pirate le moins gradé restant de faire à son tour une proposition.
S'il n'y a que deux pirates, le sous-chef peut s'approprier toutes les pièces. Quand il y a trois pirates, le chef est alors l'allié objectif du moins gradé : il est obligé de voter en faveur de la proposition de partage du moins gradé à partir du moment où il reçoit une pièce, car s'il refuse le partage, il se retrouve seul face à son second et n'obtient alors aucune pièce. Après un raisonnement par récurrence, on montre que tous les pirates de grade impair sont alliés objectifs entre eux, et de même pour les pirates de grade pair.
Même si le capitaine avait une alliance secrète avec le second, la situation est telle que le second aurait intérêt à le trahir. Au contraire d'un allié tenu par un pacte, l'allié objectif doit soutenir l'autre pour son propre intérêt.

### Exemples dans la fiction
Dans Harry Potter et l'Ordre du phénix, le Ministère de la Magie est un allié objectif des mangemorts. En effet, l'action du ministère sert leurs intérêts, et le ministère ne pourrait la mener sans leur soutien. Mais ils ne sont pas alliés au sens commun du terme, car les mangemorts mentent au ministère sur leur véritable nature, et savent que le ministère serait leur ennemi s'il apprenait la vérité. Ils soutiennent donc le ministère uniquement parce qu'ils peuvent le manipuler, alors que le ministère les soutient parce qu'il a une fausse image d'eux.
Dans l'univers Bionicle, les Piraka tiennent compte de ce genre de problèmes dans leur relations. Chacun souhaite tuer les autres pour s'emparer seul de l'objet de leur quête, mais ils savent aussi que les ennemis qu'ils auront à affronter sont bien trop forts pour un seul d'entre eux. Ils ne se combattent pas, et même se secourent mutuellement, parce qu'ils savent que les autres peuvent encore leur être utiles, ne serait-ce qu'en leur faisant gagner du temps en se faisant tuer.

### Dans l'élection présidentielle française
Les élections se prêtent à des alliances objectives, même si les protagonistes ne les revendiquent pas. L'élection présidentielle française de 2007, par exemple, avait vu le troisième candidat, François Bayrou, être prédit comme capable de battre n'importe lequel des deux candidats majeurs s'il était contre lui au second tour. Nicolas Sarkozy et Ségolène Royal étaient donc alliés objectifs contre lui, car souhaitaient tous deux se trouver l'un contre l'autre au second tour (cas dans lequel tous deux avaient leurs chances) plutôt que contre Bayrou. Dans la bande dessinée Sarko Ier, Sarkozy choisit donc avant le premier tour de cesser de chercher à affaiblir Ségolène Royal, pour qu'elle ne soit pas battue par Bayrou. L'alliance finit par incorporer également Jean-Marie Le Pen : en effet, l'absence de Le Pen renforcerait Bayrou, d'une part parce que certains électeurs de Le Pen se reporteraient sur Bayrou pour montrer leur opposition aux deux partis majeurs, d'autre part parce que certains électeurs n'osent pas voter Bayrou de peur que cela augmente les chances de Le Pen d'être au second tour. En conséquence, Sarkozy appela à favoriser la présence de Le Pen à l'élection, au nom du pluralisme. Ségolène Royal ne critiqua pas ce choix, puisqu'elle-même voyait ses chances d'être au second tour augmentées par la présence de Le Pen. Le Pen recevait ainsi la visibilité qu'il souhaitait, même si ce cadeau lui avait été fait pour les intérêts propres de ceux qui le faisaient.